# Mobutu Nzanga
Pour les articles homonymes, voir Mobutu (homonymie).
Nzanga Mobutu (né le 24 mars 1970 à Kinshasa) est un homme politique congolais. Fils du président de longue date Mobutu Sese Seko, il a servi dans le Gouvernement de la République démocratique du Congo de 2007 à 2011, d'abord comme ministre d'État chargé de l'Agriculture, puis comme vice-Premier ministre chargé des besoins sociaux fondamentaux et vice-Premier ministre chargé du Travail, de l'Emploi et de la Sécurité sociale. Il a obtenu le quatrième plus grand nombre de voix lors de l’élection présidentielle de 2006. En 2007, Nzanga a fondé l’Union des démocrates mobutistes (UDEMO), successeur du Mouvement populaire de la révolution de son père, et dirige le parti depuis.

## Biographie
Nzanga Mobutu est le fils aîné de Mobutu Sese Seko et de sa deuxième épouse, Bobi Ladawa Mobutu. Il a grandi en Belgique et a ensuite étudié les communications et les relations internationales au Canada et en France avant de retourner au Zaïre au milieu des années 1990. Il a ensuite travaillé comme porte-parole et conseiller en communication auprès de son père, tout en étant président du conseil d'administration de la banque zaïroise Soza Bank. En mai 1997, il s'est exilé au Maroc avec son père lorsque le leader rebelle Laurent-Désiré Kabila a pris le contrôle de Kinshasa.
Il est marié à Catherine Bemba, fille de l'homme d'affaires Jeannot Bemba Saolona, avec qui il a trois enfants : Nyiwa, Bobi et Sese.

## Entreprises et initiatives
En 1998, Nzanga et sa mère, Bobi Ladawa Mobutu, ont créé la Mobutu Foundation dans l’espoir d’aider les jeunes hommes et femmes d'Afrique à réaliser leur plein potentiel. Dans les années qui ont suivi, Nzanga a fondé Aries Communication, une société de communication au Maroc. Il a également été directeur de Casa Agricola Solear, une entreprise portugaise spécialisée dans l'agriculture et l'élevage, et membre du cercle de réflexion Renaissance basé en Belgique.

## Fondation de l'UDEMO dans l'Équateur
En 2003, Nzanga et son frère Giala Mobutu ont fondé l’Union des démocrates mobutistes (UDEMO) en tant qu’ONG. Le 12 décembre 2005, Nzanga a annoncé sa candidature pour l'élection présidentielle prévue en juillet 2006. Plus tard, au cours de cette même année, pendant le second tour de l’élection, l’UDEMO est devenue une plateforme politique. Le 8 janvier 2007, Nzanga a officiellement lancé sa carrière politique en tant que leader de l’UDEMO, un parti prônant la restauration de la paix, de l’unité nationale et de l'intégrité territoriale. Il est particulièrement populaire dans la province nord-ouest de l’Équateur, notamment à Gbadolite, ville natale de son père.

## Élection présidentielle de 2006
Lors de l’Élection présidentielle congolaise de 2006, Nzanga s'est présenté en tant que candidat et s’est classé quatrième avec environ 4,8 % des voix. Après le premier tour, Nzanga a rejoint une coalition politique avec le président sortant Joseph Kabila afin de rallier les voix de la région de l’Équateur. Cette coalition incluait également le parti politique PALU d’Antoine Gizenga.
Son frère cadet, Giala Mobutu, ainsi que huit autres candidats de l’UDEMO ont été élus à l’Assemblée nationale de la République démocratique du Congo lors des élections de 2006.

## Au gouvernement
Gizenga est devenu Premier ministre en décembre 2006 et Nzanga a été nommé ministre d’État chargé de l’Agriculture lorsque le gouvernement de Gizenga a été annoncé le 5 février 2007, se classant deuxième dans la hiérarchie gouvernementale après Gizenga. Lorsque Gizenga a été remplacé par Adolphe Muzito, Nzanga a été nommé vice-Premier ministre chargé des besoins sociaux fondamentaux dans le gouvernement de Muzito, formé le 26 octobre 2008. Le 20 février 2010, il a été promu vice-Premier ministre chargé du Travail, de l’Emploi et de la Sécurité sociale.
En mars 2011, Nzanga est limogé par le président Joseph Kabila pour « inactivité ». Cette décision est expliquée par son absence prolongée en Europe depuis novembre 2010. Selon des rapports, Nzanga aurait quitté le gouvernement en raison de désaccords avec Kabila, notamment sur les relations avec le régime de Kagame au Rwanda, perçu comme responsable de l’instabilité persistante à l’est du Congo.

## Années récentes
Après son congédiement, Nzanga a partagé son temps entre le Maroc et les États-Unis, tout en s’impliquant dans des initiatives commerciales et politiques. Lors des élections de 2018, Nzanga a soutenu le candidat de l’opposition Martin Fayulu. Le 10 janvier 2023, Nzanga est retourné en République démocratique du Congo où il continue de diriger son parti politique et a exprimé son soutien au président sortant Félix Tshisekedi pour les élections de décembre 2023.